# 比克爾山
46°59′22.3″N 10°20′49.4″E / 46.989528°N 10.347056°E

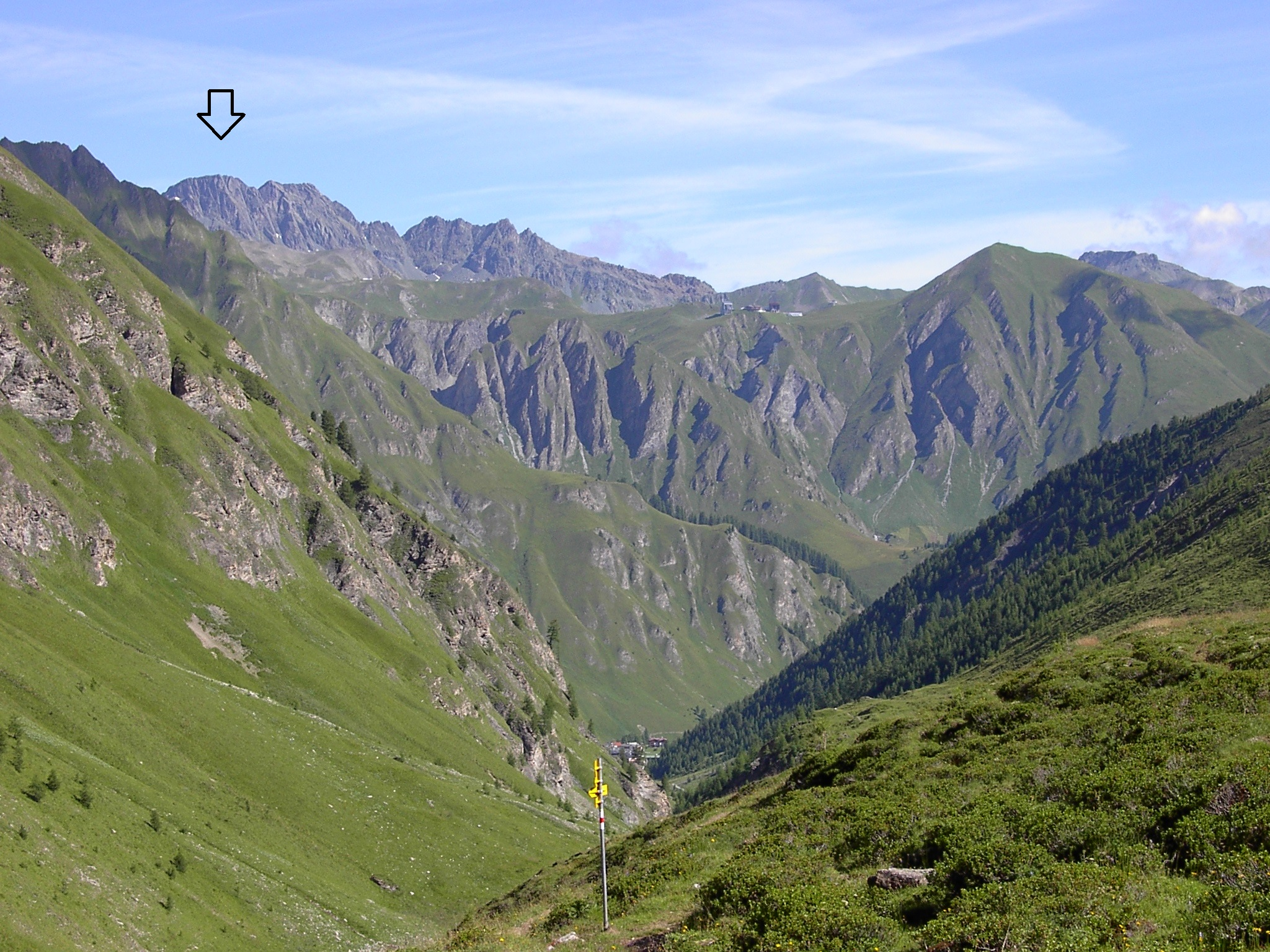

比克爾山（德語：Bürkelkopf），是中歐的山峰，位於奧地利和瑞士接壤的邊境，屬於薩姆瑙恩阿爾卑斯山脈的一部分，海拔高度3,033米，每年平均降雨量1,367毫米。